# Запис Младеновића храст (Поточац)
Запис Младеновића храст (Поточац) се налази на парцели чији је власник Младеновић Стана.

## Локација
| Општина             | Параћин                                                          |
| Катастарска општина | Поточац                                                          |
| Потес               | Село                                                             |
| Координате          | 43° 48′ 43″ С; 21° 18′ 34″ И / 43.811999999999998° С; 21.3095° И |
| Надморска висина    | 194m                                                             |

## Карактеристике
Дендрометријске вредности утврђене на терену и сателитским снимцима:
| Стабло                     | Храст |
| Висина стабла              | m     |
| Обим дебла                 | m     |
| Пречник крошње             | 7m    |
| Пречник дебла              | m     |
| Висина дебла до прве гране | m     |

## База записа
Запис је у оквиру Викимедија пројекта "Запис - Свето дрво" заведен под редним бројем 0737.